# 16號染色體
16號染色體是人類23對染色體中的一對，正常人擁有2條16號染色體。16號染色體纏繞了約9,000萬鹼基對（構築DNA的材料），並包含了人類細胞中約3%的DNA。
辨識染色體上的基因是遺傳學研究的一部分，研究者運用不同方法預測每對染色體中的基因數量，並估計基因的變化。16號染色體約有850~1,200個基因。
2010年2月發表了一項關於新的肥胖成因之研究—16號染色體中的微小染色體缺失，這也許可以解釋約1%的肥胖成因。這項研究是由位於里爾CNRS研究中心的佛格爾（Froguel）教授，及其他來自倫敦帝國學院和沃杜大學的研究學者共同於2010年2月4日的《自然》上發表。
這項缺陷是由DNA為陣列所辨識，並藉此抑制16號染色體一段中約30個基因。研究指出微小缺失在胖子中很常見，但在大多數的正常人中則很少發生。

## 基因
- ARMC5（英语：ARMC5）
- ABCC11
- ACSF3
- MLYCD

## 相關疾病
- 16-三體症候群（英语：Trisomy 16）
- 家族性地中海熱（英语：familial Mediterranean fever） （FMF）
- 结合性丙二酸及甲基丙二酸血症 (CMAMMA)
- 克隆氏症
- 地中海貧血
- 常染色體顯性多囊腎 （PKD-1）
- 自閉症
- 思覺失調症[1]
- 注意力缺陷過動症 （ADHD）
- 聯覺

## 相關特徵
- 紅髮